# 베를린 공과대학교
베를린 공과대학교(Technische Universität Berlin)는 독일 베를린에 위치한 네 대학교의 중 하나이다. 90가지 전공 분야의 2만 9000 명의 학생들이 등록하여 독일에서 큰 규모와 오래된 역사를 가진 공과대학교 가운데 하나이다.
전쟁으로 인하여 1945년 폐교되었으며, 베를린 분단 후 1946년 베를린 내 영국 분할 통치지역에 새롭게 개교하였다.
베를린 공과대학교는 현재까지 12명의 노벨상 수상자를 배출한 세계적인 대학이다.
TU9 대학의 소속이며, CHE 혹은 THE 대학평가 순위에서 독일내 TOP 3을 기록하고 있다. 참고로 뮌헨공대, RWTH Aachen University (아헨공대), Technical University of Berlin (베를린 공대), University of Erlangen-Nuremberg, University of Duisburg-Essen, Karlsruhe Institute of Technology 6개 대학이 매해 이공계열 TOP 6 대학으로 평가 받는다 (THE 기준).

## 같이 보기
- 유럽 공과 대학
- 베를린 자유 대학교
- 베를린 훔볼트 대학교
- 베를린 예술대학교